# KDLT Tower
KDLT Tower – maszt radiowy w mieście Rowena w stanie Dakota Południowa. Wybudowany w 1998 roku. Jego wysokość wynosi 609,2 metra.

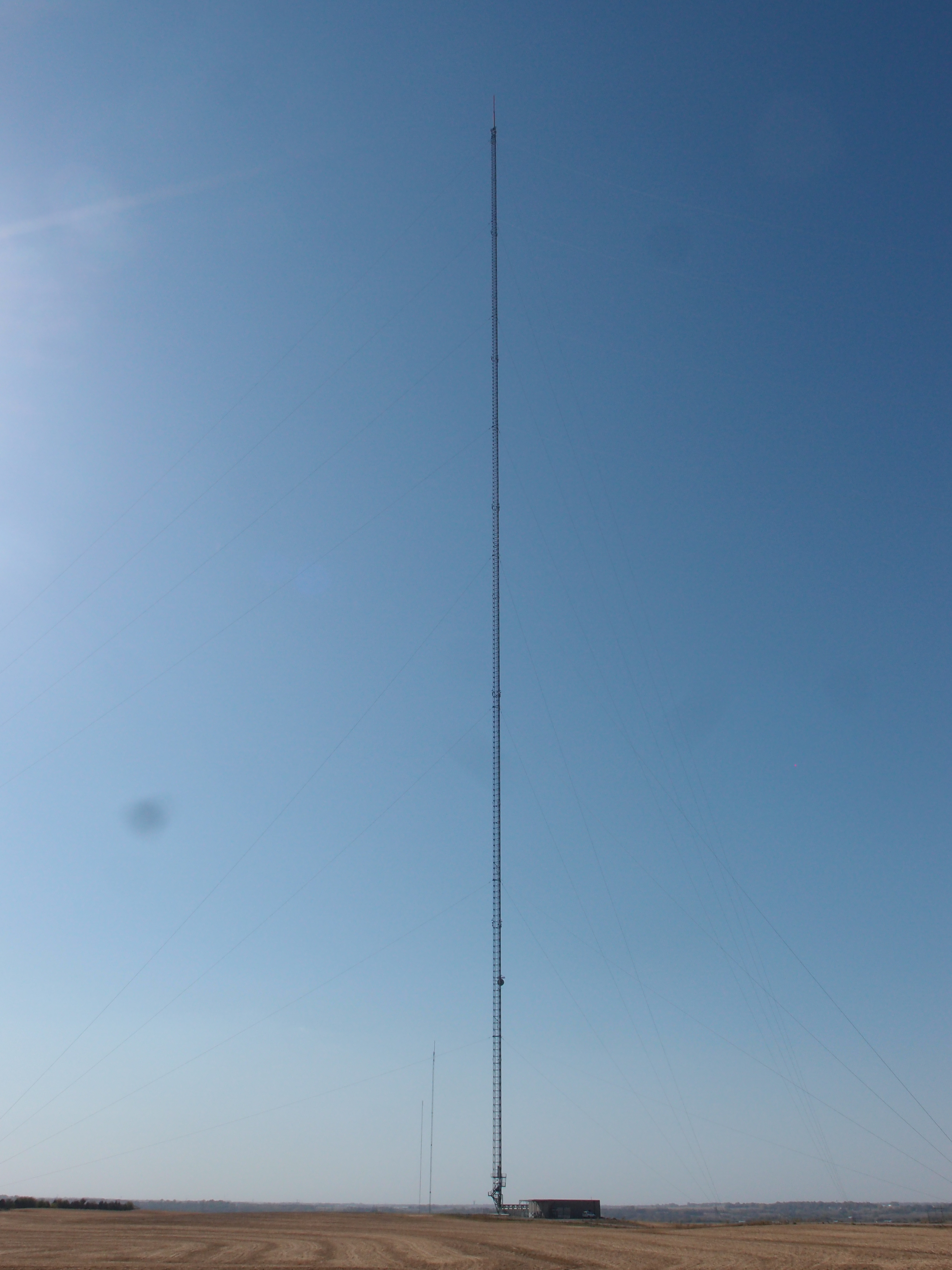
KDLT Tower